# Национален парк Тумукумаки
Националният парк Тумукумаки (на португалски: Parque Nacional Montanhas do Tumucumaque) се намира в най-северната част на Бразилия, основно в щата Амапа и по-малки части в щата Пара на границата до Френска Гвиана и Суринам. Националният парк е най-голямата защитена област на дъждовни гори в света и граничи с националния парк Гвиана. Бразилското правителство обявява Монтаняс ду Тумукумаки за национален парк на 23 август 2003 г.
Общата площ на парка е 38 874 км² и по този начин той е най-големият национален парк, разположен в тропическите гори. Заедно със съседния национален парк във Френска Гвиана, общата площ става 59 174 км².

### Климат
Климатът в парка е тропически мусонен, който е типичен за северните части на Бразилия. Има средна температура от 25 °C и обща сума на валежите от 2,000 до 3,250 mm за година.
| Национален парк Тумукумаки (границата със Суринам), | Национален парк Тумукумаки (границата със Суринам), | Национален парк Тумукумаки (границата със Суринам), | Национален парк Тумукумаки (границата със Суринам), | Национален парк Тумукумаки (границата със Суринам), | Национален парк Тумукумаки (границата със Суринам), | Национален парк Тумукумаки (границата със Суринам), | Национален парк Тумукумаки (границата със Суринам), | Национален парк Тумукумаки (границата със Суринам), | Национален парк Тумукумаки (границата със Суринам), | Национален парк Тумукумаки (границата със Суринам), | Национален парк Тумукумаки (границата със Суринам), | Национален парк Тумукумаки (границата със Суринам), | Национален парк Тумукумаки (границата със Суринам), |
| Месеци                                              | яну.                                                | фев.                                                | март                                                | апр.                                                | май                                                 | юни                                                 | юли                                                 | авг.                                                | сеп.                                                | окт.                                                | ное.                                                | дек.                                                | Годишно                                             |
| Средни максимални температури (°C)                  | 29,0                                                | 28,8                                                | 29,2                                                | 29,4                                                | 29,5                                                | 29,6                                                | 29,9                                                | 30,8                                                | 31,7                                                | 32,2                                                | 31,6                                                | 30,3                                                |                                                     |
| Средни температури (°C)                             | 24,2                                                | 24,1                                                | 24,3                                                | 24,5                                                | 24,5                                                | 24,4                                                | 24,4                                                | 24,7                                                | 25,2                                                | 25,8                                                | 25,7                                                | 25,0                                                |                                                     |
| Средни минимални температури (°C)                   | 20,7                                                | 20,8                                                | 21,0                                                | 21,4                                                | 21,3                                                | 21,0                                                | 20,7                                                | 20,6                                                | 20,4                                                | 20,9                                                | 21,0                                                | 21,0                                                |                                                     |
| Средни месечни валежи (mm)                          | 111,2                                               | 116,3                                               | 168,1                                               | 226,7                                               | 348,5                                               | 231,1                                               | 189,4                                               | 105,8                                               | 76,9                                                | 38,4                                                | 43,8                                                | 75,9                                                |                                                     |
| --------------------------------------------------- | --------------------------------------------------- | --------------------------------------------------- | --------------------------------------------------- | --------------------------------------------------- | --------------------------------------------------- | --------------------------------------------------- | --------------------------------------------------- | --------------------------------------------------- | --------------------------------------------------- | --------------------------------------------------- | --------------------------------------------------- | --------------------------------------------------- | --------------------------------------------------- |
|                                                     |                                                     |                                                     |                                                     |                                                     |                                                     |                                                     |                                                     |                                                     |                                                     |                                                     |                                                     |                                                     |                                                     |